# ملك الليل
ملك الليل (بالانجليزية:Night King) هو شخصية خيالية تظهر في مسلسل صراع العروش التلفزيوني الخيالي من إتش بي أو، استنادًا إلى سلسلة رواية جورج ر. ر. مارتن أغنية الجليد والنار. تم تصويره على أنه القائد والأول من السائرون البيض، بعد أن كان موجودًا منذ عصر الرجال الأوائل، وهو أخطر وأقوى عرقه. ملك الليل هو ابتكار أصلي للتكيف التلفزيوني، حتى الآن ليس له نظير في الروايات التي يستند إليها العرض.
صور الممثل البريطاني الأمريكي ريتشارد بريك شخصية ملك الليل في مسلسل صراع العروش في المواسم 4 و 5 ثم الممثل السلوفاكي ورجل الأعمال البهلواني فلاديمير فورديك في المواسم 6 إلى 8.

## الشخصية

### صراع العروش
في صراع العروش، يتميز ملك الليل جسديًا عن غيره من السائرون البيض بـ «تاجه» من الأبواق المدببة والثلجية.

### الروايات
«ملك الليل»، كما قُدم في العرض، لم يظهر في أغنية الجليد والنار. في الروايات، أُطلق لقب «ملك الليل» على القائد الأسطوري الثالث عشر لساعة الليل، والذي يُفترض أنه تزوج امرأة وايت ووكر وقاد نايت ووتش لارتكاب الفظائع.  فيما يتعلق بما إذا كانت الشخصية في المسلسل التلفزيوني هي نفسها الموجودة في الروايات، قال مارتن، «أما بالنسبة لملك الليل (الشكل الذي أفضله)، فهو في الكتب شخصية أسطورية، مثل لان الذكي وبراندون الباني، وليس من المرجح أن يكون قد نجا حتى يومنا هذا مما كان عليه».